# Beto Betuncal
Norberto Bercique Gomes Betuncal, meglio noto come Beto (Lisbona, 31 gennaio 1998), è un calciatore portoghese naturalizzato guineense, attaccante dell'Everton e della nazionale guineense.

## Biografia
Beto è nato a Lisbona da genitori originari della Guinea-Bissau.

## Caratteristiche tecniche
Centravanti dotato di grande velocità e di un fisico imponente, risulta bravo nel gioco aereo. Per le sue caratteristiche fisiche e atletiche, è stato paragonato a Duván Zapata e Romelu Lukaku, ma ha dichiarato di ispirarsi a Samuel Eto'o.

## Carriera

### Club

#### Gli inizi
Beto è cresciuto principalmente nel settore giovanile dell'União de Tires, squadra della vicina città di Cascais, salvo due brevi parentesi nel vivaio del Benfica e dell'Oeiras.
Nell'estate del 2018 si trasferisce all'Olímpico do Montijo: durante la sua unica stagione nella terza divisione portoghese, segna 21 reti in 34 presenze.
Il 3 giugno 2019, viene ingaggiato dalla Portimonense, squadra della massima serie nazionale, con cui firma un contratto quadriennale. Debutta in Primeira Liga il 9 agosto seguente, disputando gli ultimi minuti dell'incontro contro il Belenenses, pareggiato 0-0. La sua stagione termina con altre dieci presenze in campionato, tutte dalla panchina. Questa prima annata nella squadra di Portimão lo vede inoltre protagonista nel campionato giovanile, dove conclude la stagione come terzo miglior marcatore.
Nella seconda stagione alla Portimonense guadagna la titolarità anche in prima squadra. Segna il suo primo gol nella massima divisione portoghese l'8 novembre 2020, in una sconfitta per 3-1 in trasferta contro il Porto. Ne aggiunge altri dieci durante il resto del campionato, incluse tre doppiette e un gol in rovesciata contro il Tondela, diventando così il migliore marcatore della squadra.

#### Udinese
Il 31 agosto 2021, Beto viene ingaggiato dall'Udinese, in Serie A, in prestito con obbligo di riscatto fissato a 10 milioni di euro. Esordisce con i friulani il 12 settembre seguente, nel successo per 0-1 contro lo Spezia. Il 3 ottobre, invece, trova la prima marcatura in Serie A, in occasione della partita in trasferta contro la Sampdoria, pareggiata per 3-3. Il 2 dicembre successivo sigla la sua prima doppietta nella massima serie italiana, nel rocambolesco pareggio per 4-4 contro la Lazio. Il 3 aprile 2022 realizza la sua prima tripletta in maglia bianconera in occasione del match casalingo contro il Cagliari, terminato 5-1 in favore dei friulani. Nella partita successiva (vinta contro il Venezia per 1-2), subisce un infortunio muscolare a causa di cui chiude anzitempo la prima stagione in bianconero. Totalizza 28 presenze e 11 reti in Serie A.
Al rientro dall'infortunio, nella terza giornata della nuova stagione, va subito a segno contro il Monza neopromosso nel match vinto per 1-2. Conclude la sua seconda stagione a Udine con un bottino di 33 presenze e 10 reti in campionato, confermandosi tra i giocatori più importanti della squadra.

#### Everton
Il 29 agosto 2023, Beto viene acquistato dall'Everton, in Premier League, per circa 30 milioni di euro, firmando un contratto quadriennale con il club inglese. Nell'occasione, la sua diventa la seconda cessione più redditizia nella storia dell'Udinese, dietro soltanto a quella di Rodrigo de Paul all'Atlético Madrid.
Il giorno successivo, l'attaccante debutta ufficialmente con i Toffees, segnando anche una rete, nel successo per 2-1 in casa del Doncaster in Coppa di Lega. Il 2 settembre seguente, invece, esordisce nella massima serie inglese, partendo da titolare nell'incontro con lo Sheffield Utd, conclusosi sul 2-2. Il 7 dicembre 2023 realizza il suo primo gol in Premier nel successo  per 3-0 contro il Newcastle Utd.

### Nazionale
Nell'ottobre 2022 Beto riceve la sua prima convocazione con la nazionale maggiore portoghese, venendo incluso dal CT Fernando Santos nella lista dei pre-convocati per i Mondiali di calcio in Qatar.
Successivamente decide di rappresentare la Guinea-Bissau, nazionale delle sue origini, da cui viene convocato per la prima volta nell'ottobre 2024. Esordisce l'11 del mese stesso nella sconfitta per 1-0 in casa del Mali. Il 19 novembre del medesimo anno, alla quarta presenza, realizza la sua prima rete per la selezione guineense nella sconfitta interna contro il Mozambico (1-2).

## Statistiche

### Presenze e reti nei club
Statistiche aggiornate al 5 novembre 2024.
| Stagione            | Squadra             | Campionato          | Campionato | Campionato | Coppe nazionali | Coppe nazionali | Coppe nazionali | Coppe continentali | Coppe continentali | Coppe continentali | Altre coppe | Altre coppe | Altre coppe | Totale | Totale |
| Stagione            | Squadra             | Comp                | Pres       | Reti       | Comp            | Pres            | Reti            | Comp               | Pres               | Reti               | Comp        | Pres        | Reti        | Pres   | Reti   |
| ------------------- | ------------------- | ------------------- | ---------- | ---------- | --------------- | --------------- | --------------- | ------------------ | ------------------ | ------------------ | ----------- | ----------- | ----------- | ------ | ------ |
| 2018-2019           | Olímpico do Montijo | CdP                 | 34         | 21         | CP+CdL          | 2+0             | 0+0             | -                  | -                  | -                  | -           | -           | -           | 36     | 21     |
| 2019-2020           | Portimonense        | PL                  | 11         | 0          | CP+CdL          | 0+0             | 0+0             | -                  | -                  | -                  | -           | -           | -           | 11     | 0      |
| 2020-2021           | Portimonense        | PL                  | 30         | 11         | CP+CdL          | 1+0             | 0+0             | -                  | -                  | -                  | -           | -           | -           | 31     | 11     |
| ago. 2021           | Portimonense        | PL                  | 3          | 2          | CP+CdL          | 0+2             | 0+0             | -                  | -                  | -                  | -           | -           | -           | 5      | 2      |
| Totale Portimonense | Totale Portimonense | Totale Portimonense | 44         | 13         |                 | 3               | 0               |                    | -                  | -                  |             | -           | -           | 47     | 13     |
| 2021-2022           | Udinese             | A                   | 28         | 11         | CI              | 1               | 0               | -                  | -                  | -                  | -           | -           | -           | 29     | 11     |
| 2022-2023           | Udinese             | A                   | 33         | 10         | CI              | 1               | 0               | -                  | -                  | -                  | -           | -           | -           | 34     | 10     |
| ago. 2023           | Udinese             | A                   | 1          | 0          | CI              | 1               | 1               | -                  | -                  | -                  | -           | -           | -           | 2      | 1      |
| Totale Udinese      | Totale Udinese      | Totale Udinese      | 62         | 21         |                 | 3               | 1               |                    | -                  | -                  |             | -           | -           | 65     | 22     |
| ago. 2023-2024      | Everton             | PL                  | 30         | 3          | FACup+CdL       | 3+4             | 0+2             | -                  | -                  | -                  | -           | -           | -           | 37     | 5      |
| 2024-2025           | Everton             | PL                  | 30         | 8          | FACup+CdL       | 2+2             | 1+1             | -                  | -                  | -                  | -           | -           | -           | 34     | 10     |
| Totale Everton      | Totale Everton      | Totale Everton      | 60         | 11         |                 | 11              | 4               |                    | -                  | -                  |             | -           | -           | 71     | 15     |
| Totale carriera     | Totale carriera     | Totale carriera     | 200        | 66         |                 | 19              | 5               |                    | -                  | -                  |             | -           | -           | 224    | 71     |

### Cronologia presenze e reti in nazionale
| Cronologia completa delle presenze e delle reti in nazionale ― Guinea-Bissau | Cronologia completa delle presenze e delle reti in nazionale ― Guinea-Bissau | Cronologia completa delle presenze e delle reti in nazionale ― Guinea-Bissau | Cronologia completa delle presenze e delle reti in nazionale ― Guinea-Bissau | Cronologia completa delle presenze e delle reti in nazionale ― Guinea-Bissau | Cronologia completa delle presenze e delle reti in nazionale ― Guinea-Bissau | Cronologia completa delle presenze e delle reti in nazionale ― Guinea-Bissau | Cronologia completa delle presenze e delle reti in nazionale ― Guinea-Bissau |
| Data                                                                         | Città                                                                        | In casa                                                                      | Risultato                                                                    | Ospiti                                                                       | Competizione                                                                 | Reti                                                                         | Note                                                                         |
| ---------------------------------------------------------------------------- | ---------------------------------------------------------------------------- | ---------------------------------------------------------------------------- | ---------------------------------------------------------------------------- | ---------------------------------------------------------------------------- | ---------------------------------------------------------------------------- | ---------------------------------------------------------------------------- | ---------------------------------------------------------------------------- |
| 11-10-2024                                                                   | Bamako                                                                       | Mali                                                                         | 1 – 0                                                                        | Guinea-Bissau                                                                | Qual. Coppa d'Africa 2025                                                    | -                                                                            |                                                                              |
| 15-10-2024                                                                   | Bissau                                                                       | Guinea-Bissau                                                                | 0 – 0                                                                        | Mali                                                                         | Qual. Coppa d'Africa 2025                                                    | -                                                                            |                                                                              |
| 15-11-2024                                                                   | Lobamba                                                                      | eSwatini                                                                     | 1 – 1                                                                        | Guinea-Bissau                                                                | Qual. Coppa d'Africa 2025                                                    | -                                                                            |                                                                              |
| 19-11-2024                                                                   | Bissau                                                                       | Guinea-Bissau                                                                | 1 – 2                                                                        | Mozambico                                                                    | Qual. Coppa d'Africa 2025                                                    | 1                                                                            |                                                                              |
| 20-3-2025                                                                    | Monrovia                                                                     | Sierra Leone                                                                 | 3 – 1                                                                        | Guinea-Bissau                                                                | Qual. Mondiali 2026                                                          | -                                                                            | 75’                                                                          |
| 24-3-2025                                                                    | Bissau                                                                       | Guinea-Bissau                                                                | 1 – 2                                                                        | Burkina Faso                                                                 | Qual. Mondiali 2026                                                          | -                                                                            |                                                                              |
| Totale                                                                       |                                                                              | Presenze                                                                     | 6                                                                            |                                                                              | Reti                                                                         | 1                                                                            |                                                                              |